# 苏州东吴足球俱乐部
苏州东吴足球俱乐部，前身是成立于2006年苏州锦富新材足球俱乐部，是一支中国职业足球俱乐部，位于江苏省苏州市。2015年7月更名为苏州东吴足球俱乐部。

## 球队历史
球队是由中国上市公司苏州锦富新材料有限公司在苏州飞之翔体育文化传播有限公司的协助下在2006年成立，最初目的只是为了丰富企业员工的业余生活，球队现有30多人，球员主要由公司部分员工和苏州地区部分优秀的业余球员构成，聘请国脚李毅担任球队球员兼教练。
在随后多年苏州业余联赛比赛中，球队实力不断增强，将苏州冠军杯、苏州知名企业杯对抗赛、杭州地区联赛等多项赛事的冠军纷纷收入囊中，发展成为苏州地区最具有实力的足球队。此后锦富新材足球队开始以苏州业余足球联赛冠军的身份参加国内各个级别高水平的业余联赛，2009年夺取了第二届加油中国冠军联赛全国冠军，这是俱乐部取得的第一个全国冠军头衔。2010年，以卫冕冠军参赛的锦富新材再次进入决赛，但0-1不敌河南瑞华防雷队，屈居亚军。2012年11月21日，锦富新材足球俱乐部在中国足球体系第四级别的中国足协业余联赛中，一举夺冠，从而获得2013年中国足协杯正赛的资格。
2013年，首次参加中国足协杯的苏州锦富新材首轮1-4被中乙球队大理锐龙淘汰出局。
2014年，再次参加足协杯的苏州锦富新材在第三轮点球大战淘汰了中超球队辽宁宏运，挺进16强。
2019年，苏州东吴取得了南区亚军、全国第四名的成绩，获得甲乙附加赛资格，与辽宁沈阳宏运两回合战成1-1，因客场进球劣势未能冲甲成功。但2020年初，中甲球队四川FC因财务问题解散，优先递补的河北精英因与北体大的关系又放弃了冲甲资格，苏州东吴得以递补升入中甲。

## 著名球员
- 李毅

## 队徽

苏州东吴队徽 （2015）
苏州东吴队徽 （2016-2017）
苏州东吴队徽 （2018-）

## 球队荣誉
| 中国足球丙级联赛 冠军 | 2 | 2012年，2015年 |
| 加油中国冠军联赛 冠军 | 1 | 2009年         |
| 加油中国冠军联赛 亚军 | 1 | 2010年         |